# Parasyrisca
Genre
Parasyrisca est un genre d'araignées aranéomorphes de la famille des Gnaphosidae.

## Distribution
Les espèces de ce genre se rencontrent en zone holarctique.

## Liste des espèces
Selon World Spider Catalog (version 20.5, 01/11/2019) :
- Parasyrisca alai Ovtsharenko, Platnick & Marusik, 1995
- Parasyrisca alexeevi Ovtsharenko, Platnick & Marusik, 1995
- Parasyrisca altaica Ovtsharenko, Platnick & Marusik, 1995
- Parasyrisca andarbag Ovtsharenko, Platnick & Marusik, 1995
- Parasyrisca andreevae Ovtsharenko, Platnick & Marusik, 1995
- Parasyrisca anzobica Ovtsharenko, Platnick & Marusik, 1995
- Parasyrisca arrabonica Szinetár & Eichardt, 2009
- Parasyrisca asiatica Ovtsharenko, Platnick & Marusik, 1995
- Parasyrisca balcarica Ovtsharenko, Platnick & Marusik, 1995
- Parasyrisca belengish Ovtsharenko, Platnick & Marusik, 1995
- Parasyrisca belukha Ovtsharenko, Platnick & Marusik, 1995
- Parasyrisca birikchul Ovtsharenko, Platnick & Marusik, 1995
- Parasyrisca breviceps (Kroneberg, 1875)
- Parasyrisca bucklei Marusik & Fomichev, 2010
- Parasyrisca caucasica Ovtsharenko, Platnick & Marusik, 1995
- Parasyrisca chikatunovi Ovtsharenko, Platnick & Marusik, 1995
- Parasyrisca gissarika Ovtsharenko, Platnick & Marusik, 1995
- Parasyrisca golyakovi Marusik & Fomichev, 2016
- Parasyrisca guzeripli Ovtsharenko, Platnick & Marusik, 1995
- Parasyrisca heimeri Ovtsharenko, Platnick & Marusik, 1995
- Parasyrisca helanshan Tang & Zhao, 1998
- Parasyrisca hippai Ovtsharenko, Platnick & Marusik, 1995
- Parasyrisca holmi Ovtsharenko, Platnick & Marusik, 1995
- Parasyrisca iskander Ovtsharenko, Platnick & Marusik, 1995
- Parasyrisca khubsugul Ovtsharenko, Platnick & Marusik, 1995
- Parasyrisca koksu Ovtsharenko, Platnick & Marusik, 1995
- Parasyrisca kosachevi Fomichev, Marusik & Sidorov, 2018
- Parasyrisca kurgan Ovtsharenko, Platnick & Marusik, 1995
- Parasyrisca kyzylart Ovtsharenko, Platnick & Marusik, 1995
- Parasyrisca logunovi Ovtsharenko, Platnick & Marusik, 1995
- Parasyrisca marusiki Kovblyuk, 2003
- Parasyrisca mikhailovi Ovtsharenko, Platnick & Marusik, 1995
- Parasyrisca narynica Ovtsharenko, Platnick & Marusik, 1995
- Parasyrisca orites (Chamberlin & Gertsch, 1940)
- Parasyrisca otmek Ovtsharenko, Platnick & Marusik, 1995
- Parasyrisca paironica Ovtsharenko, Platnick & Marusik, 1995
- Parasyrisca pamirica Ovtsharenko, Platnick & Marusik, 1995
- Parasyrisca platnicki Marusik, Fomichev & Omelko, 2019
- Parasyrisca polchaninovae Marusik, Fomichev & Omelko, 2019
- Parasyrisca potanini Schenkel, 1963
- Parasyrisca pshartica Ovtsharenko, Platnick & Marusik, 1995
- Parasyrisca schenkeli Ovtsharenko & Marusik, 1988
- Parasyrisca shakhristanica Ovtsharenko, Platnick & Marusik, 1995
- Parasyrisca sollers (Simon, 1895)
- Parasyrisca songi Marusik & Fritzén, 2009
- Parasyrisca sulaki Fomichev, Marusik & Sidorov, 2018
- Parasyrisca susamyr Ovtsharenko, Platnick & Marusik, 1995
- Parasyrisca szinetari Marusik, Fomichev & Omelko, 2019
- Parasyrisca terskei Ovtsharenko, Platnick & Marusik, 1995
- Parasyrisca tronovorum Fomichev, Marusik & Sidorov, 2018
- Parasyrisca turkenica Ovtsharenko, Platnick & Marusik, 1995
- Parasyrisca tyshchenkoi Ovtsharenko, Platnick & Marusik, 1995
- Parasyrisca ulykpani Ovtsharenko, Platnick & Marusik, 1995
- Parasyrisca vakhanski Ovtsharenko, Platnick & Marusik, 1995
- Parasyrisca vinosa (Simon, 1878)
- Parasyrisca volynkini Fomichev, 2016
- Parasyrisca vorobica Ovtsharenko, Platnick & Marusik, 1995

## Publication originale
- Schenkel, 1963 : Ostasiatische Spinnen aus dem Muséum d'Histoire naturelle de Paris. Mémoires du Muséum national d'Histoire naturelle, Paris (A, Zoologie), vol. 25, p. 1-481.